# Tre Parche (Salviati)
Le Tre Parche sono un dipinto a olio su tavola (83x61,8 cm) di Francesco Salviati, databile al 1550 circa e conservato nella Galleria Palatina di Firenze.

## Storia
L'opera è citata nelle collezioni del Gran Principe Ferdinando dal 1713 come lavoro di Michelangelo: forse è lo stesso dipinto ricordato dal Cinelli nella casa del cavaliere Alessio Rimbolti.
Nel 1920 Voss lo attribuì al Salviati, riferimento ormai storicizzato, sebbene non accettato da tutta la critica. Cheney propose una datazione all'inizio del soggiorno fiorentino (1543), spostata poi da contributi critici più recenti al 1550 circa.
Nell'inventario di palazzo Pitti del 1782 era esposto nella Sala di Saturno, mentre oggi si trova in quella di Giove.

## Descrizione e stile
Rara è la rappresentazione delle Parche, tanto più in piedi e in una composizione stretta, che le vede una a fianco dell'altra. Lo sfondo è scuro, I loro attributi sono chiaramente specificati: Cloto ha la conocchia, Lachesi il filo che simboleggia la vita dell'uomo, e Atropo è in atto di tagliarlo.
Tutte e tre hanno lo stesso volto di vecchia, di gusto stregonesco, ruotato in posizioni diverse: frontale, di tre quarti verso destra e verso sinistra. I panneggi svolazzanti e dai colori cangianti sono tra le ragioni dell'attribuzione al Salviati.